# Juan Manuel Álvarez del Castillo
Juan Manuel Álvarez del Castillo Velasco (Guadalajara, Jalisco, 14 de noviembre de 1891-1959) fue un político y diplomático mexicano, fue en cuatro ocasiones diputado federal y embajador de México en varios países.

## Biografía
Hijo de Jesús Álvarez del Castillo y María del Carmen Velasco Ramírez, tuvo dos hermanos; Jesús, periodista fundador del diario «El Informador» de Guadalajara, y Luis, presidente municipal de Guadalajara de 1939 a 1940. No cursó estudios superiores formales.
Fue en tres ocasiones elegido diputado federal por el Distrito 4 de Jalisco; a la XXVII Legislatura de 1917 a 1918, a la XXVIII Legislatura de 1918 a 1920, a la XXIX Legislatura de 1920 a 1922, y a la XXX Legislatura de 1922 a 1924.
Partidario de la candidatura presidencial de Adolfo de la Huerta, fue su representante en Washington, D. C. durante la rebelión Delahuertista, tras su derrota pemaneció exiliado; y en 1929 representó en Washington al Gral. José Gonzalo Escobar, durante la rebelión escobarista. Retornó a México en 1933, iniciando a partir de ese año una larga carrera diplomática que lo llevo a ser embajador de México en Perú de 1933 a 1936, en República Dominicana en 1936, en Noruega en 1940, en Portugal de 1940 a 1943, en Colombia de 1944 a 1945, en Argentina de 1945 a 1951, en Canadá de 1952 a 1953 y en Brasil de 1954 a 1956.
Renunció al Servicio Exterior en 1959, poco antes de su fallecimiento.